# Berlusconismus

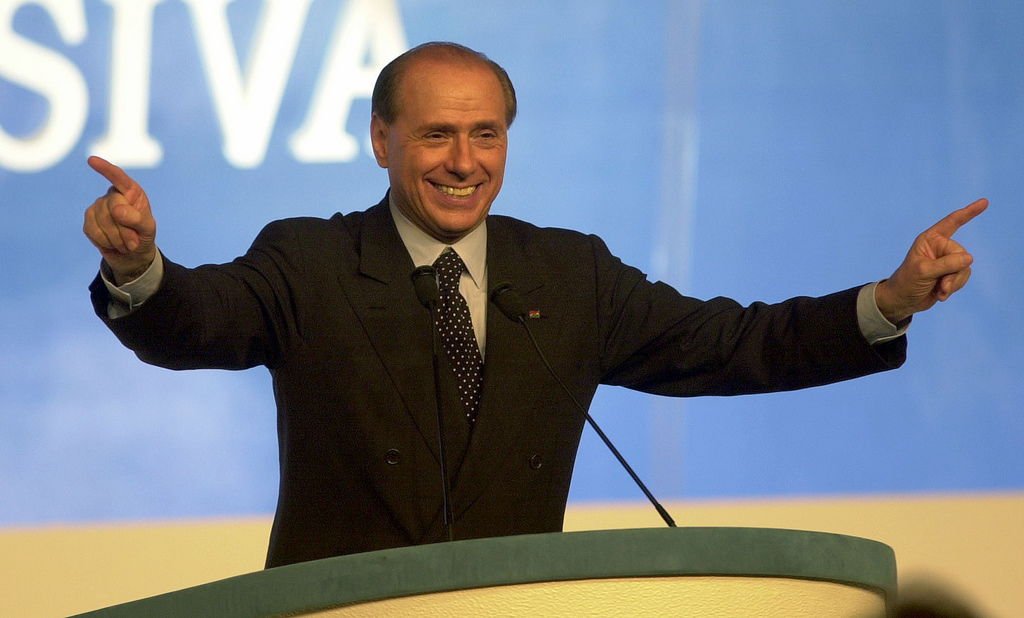
Silvio Berlusconi, Namensgeber und Protagonist des Berlusconismus bei einem Wahlkampfauftritt 1994

Berlusconismus (italienisch berlusconismo) ist ein Neologismus für eine moderne Form des Populismus im rechten bis zentristischen politischen Spektrum Italiens. Den Grundstein dafür legte der italienische Politiker und Unternehmer Silvio Berlusconi im Jahre 1993, als er die Partei Forza Italia gründete. Die politisch-soziologische Bedeutung des Phänomens ist ebenso umstritten wie die Frage nach einem „Berlusconismus ohne Silvio Berlusconi“.

## Gebrauch und Diskussion
Der Begriff findet über seinen journalistischen Gebrauch hinaus eine zumeist kritisch gemeinte Verwendung in den Sozial- und Politikwissenschaften. Bei der Beschreibung des Phänomens knüpfen Wissenschaftler u. a. an Thesen des US-amerikanischen Medienwissenschaftlers Neil Postman an. Dieser sah die Urteilsbildung der Bürger durch Unterhaltungsindustrien wie das Fernsehen gefährdet und befürchtete so eine Infantilisierung der Gesellschaft. Der italienische Politikwissenschaftler Giovanni Sartori porträtierte den Berlusconismus als den Hofstaat und das Regime eines Sultans.
Der italienische Politikwissenschaftler Gian Enrico Rusconi wandte sich gegen die Vereinfachung, dass Berlusconi als „Medienmogul“ an die Macht gekommen sei und mit seiner Medienmacht die Italiener bloß hinters Licht führe. Vielmehr charakterisierte er den Berlusconismus als eine Politik, die sich mit den Ambitionen breiter, im Mitte-rechts-Bündnis organisierter Kreise decke. Diese politischen Kreise wollten das vom ‚Cavaliere‘ Geschaffene keineswegs aus der Welt schaffen und bereiteten sich schon auf die Ära nach Berlusconi vor. Die Wähler von Berlusconi seien kleine Leute, Händler, Hausfrauen, sogar einfache Arbeiter, die sich wirtschaftlich und sozial benachteiligt fühlen und dem Berlusconismus zuwenden, weil er eine Änderung des Status quo verspreche, neue Spielregeln, da die alten als Bremsklotz für die Wirtschaft gelten würden, eine bürokratische Deregulierung und größere lokale Handlungsspielräume. In diesem Sinne sei der Berlusconismus Ausdruck der italienischen ‚Bürger- bzw. Zivilgesellschaft‘ und Ausdruck einer tiefen Enttäuschung und Ratlosigkeit vieler Bürger über die alte Politik bzw. über das traditionelle Parteiensystem, aus dem der Berlusconismus ihnen als möglicher Ausweg erscheine.
Der italienische Politikwissenschaftler Giovanni Orsina definiert Berlusconismus als ein Gemisch (“emulsion”) aus (Rechts-)Liberalismus und Populismus (wobei zunächst das populistische und das liberale Element gleich stark vertreten gewesen seien), nach der Jahrtausendwende seien die marktwirtschaftlichen Elemente des Berlusconismus allerdings zurückgegangen, während gesellschaftspolitisch konservative zugenommen hätten. Weiter vergleicht er Berlusconismus mit einem dreiarmigen Kraken: Der Kopf des Kraken stehe für den Mythos der „guten“ Zivilgesellschaft (im Gegensatz zum Staatsapparat); die drei Tentakel repräsentierten einen „freundlichen Minimalstaat“, „Hypopolitik“ (also eine Einhegung politischer Konflikte im Gegensatz zur traditionellen Überpolitisierung der italienischen Gesellschaft während der Ersten Republik) und die Identifizierung einer „neuen, tugendhaften politischen Elite“. Die Konzepte der guten Zivilgesellschaft und Hypopolitik seien sowohl populistisch als auch liberal; der freundliche Minimalstaat sei überwiegend dem Liberalismus, die tugendhafte neue Elite hingegen dem Populismus zuzuordnen. Wie für den Populismus im Allgemeinen typisch, „heilige“ auch der Berlusconismus „das Volk“, das alle Tugenden verkörpert, während die Elite es „verraten“ habe. Anders als bei autoritären Formen des Populismus, stellte sich Berlusconi „das Volk“ aber als vielfältige und pluralistische Ansammlung von Individuen vor und nicht als ethnisch, kulturell und historisch gebundene, in sich ungeteilte, homogene Gruppe.
Die Publizistin Susanna Böhme-Kuby sah in dem Berlusconismus ein Geflecht politischer und ökonomischer Strukturen sowie ein Muster politischen Handelns, derer sich auch das Kabinett Prodi II bedient und so einen „adaptierten Berlusconismus von Mitte-Links“ verwirklicht habe. Es herrsche in Italien also der Berlusconismus unabhängig davon, ob Berlusconi an der Macht ist.
Fürsprecher des Berlusconismus vermeiden die Bezeichnung Berlusconismus eher und neigen dazu, in einer Umkehrung einen Antiberlusconismus zu identifizieren, den sie als eine – aus ihrer Sicht – Form des Antiliberalismus kritisieren. Berlusconis Bewegung versteht sich selbst als Ausdruck des Liberalismus, die Kritik kennzeichnet den Berlusconismus jedoch als eine antiliberale Ideologie. Kritik wie Polemik kulminierten nicht selten in einem Vergleich des Berlusconismus mit dem italienischen Faschismus unter Mussolini. Fachleute lehnten eine Gleichsetzung des Berlusconismus mit dem Faschismus unter Verweis auf unterschiedliche historisch-politische Kontexte freilich ab.
Die Diskussion über den Berlusconismus berührt insgesamt eine Reihe von Themenkreisen, die sich grundsätzlich mit verschiedenen Formen von Herrschaft befassen, hierbei vor allem mit den Phänomenen:
- Bonapartismus
- Cäsarismus
- Faschismus
- Liberalismus
- Postdemokratie
- Aushöhlung des Systems der Gewaltenteilung
- Korruption und Klientelismus
- Mafia und mafiöse Mentalität (it. mentalità mafiosa)

Der Berlusconismus wird darüber hinaus hinsichtlich des politischen Gebrauchs von Kommunikationsstrategien diskutiert und steht dabei in Zusammenhang mit den Begriffen:
- Mediendemokratie
- Mediokratie (Medienherrschaft)
- Medienmanipulation

## Zitate
„Der Berlusconismo, so wie er sich heute präsentiert, setzt sich aus den Elementen Arroganz, Ignoranz, Gerissenheit (furbizia), Überheblichkeit, Widersprüchlichkeit, Aggressivität, Gleichgültigkeit, Interessenbezogenheit und Unberechenbarkeit zusammen. (…) Silvio Berlusconi (…) hat eine konfrontative Kultur in der italienischen Politik installiert.“

„Wie der Faschismus ist der Berlusconismus ein gefährliches Übel, schwer auszurotten.“

„Berlusconismus steht für die Wiederentdeckung des demokratischen Populismus und die Neuschöpfung einer Mediendemokratie, die darauf zielt, die traditionelle Parteiendemokratie zu ersetzen. (…) Mussolinis Regime war institutionell antidemokratisch, eine Diktatur, in der Presse- und Meinungsfreiheit unterdrückt wurden. Der Berlusconismus dagegen ist von der Zustimmung der Wähler geradezu besessen, die Demoskopen tagtäglich messen und die mit Hilfe einer medialen Hyperkommunikation aufrechterhalten werden soll.“

„Der Berlusconismus war eine Parodie des Neoliberalismus. Er erweckte bei vielen den Eindruck einer Modernisierung und Liberalisierung des wirtschaftlichen und gesellschaftlichen Lebens, aber gleichzeitig zeigte er auch die negativsten Aspekte der politischen Kultur Italiens auf: Nachlässigkeit, Umgehung des Gesetzes, Komplizenschaft zwischen privaten Interessen und öffentlichen Ressourcen. Die politischen Gegner wurden als Feinde der Freiheit, Befürworter des Etatismus, ‚Kommunisten‘ porträtiert. Trotzdem genoss der Berlusconismus unter ‚normalen‘ Bedingungen eine breite Akzeptanz. Angesichts der unerwartet schweren Finanz- und Wirtschaftskrise erwies sich die politische Klasse Berlusconis jedoch als machtlos.“

## BegriffspaarBerlusconisierungundDeberlusconisierung
Am Beispiel der intensiven Medienberichterstattung in der „Dienstwagenaffäre“ von Bundesgesundheitsministerin Ulla Schmidt vom Sommer 2009 stellte der Journalist Gustav Seibt unter der Überschrift „Deutsche Berlusconisierung“ in einem Beitrag für die Süddeutsche Zeitung 2010 eine Stimmungsmache durch eine „merkwürdige Koalition öffentlicher Meinungsmacher“ fest, „die vom linksliberalen Leitartikel über die Bild-Zeitung bis zu Frank Plasberg reicht“ und durch „Dauerunterstellung des trivialsten Motivs“ ein groteskes „Moralmobbing“ betreibe. „Die Verbindung von unbelangbarer Stimmungsmacht mit Politikerverachtung“ sei – so Seibt – „der Mix, auf dem die Berlusconisierung des politischen Betriebs [auch in Deutschland] vorstellbar“ werde. Über den Berlusconismus bemerkte Seibt dann: „Berlusconi bietet das Beispiel einer entpolitisierten Politik, in der tatsächlich das persönliche politische Motiv regiert, der Staat also zur Umwelt eines Wirtschaftsimperiums degradiert wird.“
In einem Beitrag für die spanische Tageszeitung El País forderte der italienische Schriftsteller Antonio Tabucchi 2011 eine „Deberlusconisierung Italiens“. Berlusconi warf er darin vor, durch sein Fernseh- und Medienimperium die Italiener in das Regime einer „Truman-Show“ geführt zu haben. Tabucchi trug mit seinem Beitrag zur Verbreitung eines politischen Terminus bei, der insbesondere im Herbst 2013 im Zusammenhang mit der Vertrauensfrage der Regierung Letta aufgegriffen wurde.